# Diccionario de voces aragonesas, precedido de una introducción filológico-histórica
El Diccionario de voces aragonesas, subtitulat precedido de una Introducción filológico-histórica, és un diccionari bilingüe monodireccional aragonès-castellà escrit pel catedràtic aragonès de llengua espanyola Gerónimo Borao i publicat el 1859. Conté 2.959 lemes en aragonès i castellà de l'Aragó que eren d'ús regular a l'època, amb les seves correspondències en castellà estàndard.
El diccionari conté també una llarga introducció, que abasta 99 de les 268 pàgines que té l'obra, en la qual l'autor divaga sobre la història de l'Aragó i Navarra i sobre la situació lingüística que aquests territoris, i especialment l'Aragó, tenen dins del conjunt de les llengües d'Espanya. La dita introducció, a més, manifesta els motius de l'autor per a confeccionar el diccionari, entre els quals destaca la necessitat de preservar les paraules d'un parlar que ja aleshores Borao pensa que està condemnat a perdre's.